# Bondareve, Vasîlkivka
Bondareve (în ucraineană Бондареве) este un sat în așezarea urbană Vasîlkivka din raionul Vasîlkivka, regiunea Dnipropetrovsk, Ucraina.

## Demografie
Componența lingvistică a localității Bondareve
     Ucraineană (96,11%)
     Rusă (2,78%)
     Alte limbi (0,56%)
Conform recensământului din 2001, majoritatea populației localității Bondareve era vorbitoare de ucraineană (96,11%), existând în minoritate și vorbitori de rusă (2,78%).